# População idealizada
Em genética de populações, uma população idealizada é aquela que pode ser descrita usando uma série de suposições simplificadoras. Modelos de populações idealizadas são usados para fazer uma análise generalizada, ou são ajustados para dados de populações reais nas quais essas suposições podem não ser verdadeiras. Por exemplo, a teoria coalescente é usada para ajustar dados para modelos de populações idealizadas.  A população idealizada mais comum em genética de populações é descrita no modelo Wright-Fisher por Sewall Wright e Ronald Fisher (1922, 1930) e (1931). As populações de Wright-Fisher têm tamanho constante e seus indivíduos podem acasalar e se reproduzir com qualquer outro indivíduo da população. Outro exemplo é o modelo de Moran, que possui gerações sobrepostas, em vez das gerações não sobrepostas do modelo de Wright-Fisher. A complexidade das populações reais pode fazer com que seu comportamento corresponda a uma população idealizada com um tamanho populacional efetivo que seja muito diferente do tamanho populacional da população real. Para indivíduos diploides, as populações idealizadas terão frequências genotípicas relacionadas às frequências alélicas de acordo com o equilíbrio de Hardy-Weinberg.

## Hardy-Weinberg
Em 1908, G. H. Hardy e Wilhelm Weinberg modelaram uma população idealizada para demonstrar que, na ausência de seleção, migração, deriva gênica aleatória e mutações, as frequências alélicas permanecem constantes ao longo do tempo, e que, na presença de acasalamento aleatório, as frequências genotípicas estão relacionadas às frequências alélicas de acordo com um princípio do quadrado binomial chamado lei de Hardy-Weinberg. 
Um ótimo exemplo de uso de modelo de população idealizada, no rastreamento das condições naturais de uma população, pode ser encontrado em uma pesquisa de Joe Roman e Stephen R. Palumbi (2003). Usando dados de diversidade genética, eles se questionaram: as populações de grandes baleias do Atlântico Norte se recuperaram o suficiente para a caça comercial ocorra? Para calcular a diversidade genética, os autores multiplicam o tamanho efetivo da população de fêmeas a longo prazo por dois, assumindo a razão sexual de 1:1, e então multiplicam pela taxa de substituição de genes mitocondriais por geração. Fazendo várias suposições de acordo com a proporção sexual e o número de juvenis, eles foram capazes de calcular que, em contraste com os registros históricos, as populações modernas de baleias não poderiam ser capturadas na caça comercial. 

## Aplicação à história de população
Modelos populacionais idealizados podem não apenas nos fornecer informações sobre as condições atuais das populações, mas também são úteis para revelar a história natural e a dinâmica populacional no passado. Usando um modelo populacional idealizado, Anders Eriksson e Andrea Manica (2012) testaram a hipótese da mistura de humanos arcaicos com humanos modernos . Os autores comparam sequências genômicas de duas populações humanas, neandertais e chimpanzés. Eriksson e Manica criaram um modelo de trampolim no qual a África e a Eurásia são representadas como uma série de populações de tamanho igual. Eles concluíram que, sob o modelo trampolim ou "stepping-stone", no qual os europeus podem trocar informações genéticas com os asiáticos e não com os africanos, as semelhanças entre o genoma neandertal e o eurasiano podem ser explicadas pela estrutura das populações antigas. 

## Simulações de computador
A utilização de modelos, permite também realizar simulações, inclusive em sílica, para hipotetizar resultados evolutivos. Como exemplo, o PopG que é um programa de computador gratuito capaz de simular a evolução simultânea de populações com base no modelo de Wright-Fisher. O modelo de população idealizado também pode ser usado em várias simulações simples projetadas para educação. A simulação Charles Darwin: você pode sobreviver?  é projetada para apresentar ao público em geral o conceito de seleção natural. Outro exemplo é o simulador de deriva genética (requer uma versão atualizada do Java), que é projetado para visualizar a influência da deriva genética em populações naturais.
1. ↑  .	Nielsen, Rasmus, and Montgomery Slatkin. An Introduction to Population Genetics: Theory and Applications. Sunderland, MA: Sinauer Associates, 2013. Print.
2. ↑  .Crow, James F. "Population genetics history: a personal view." Annual Review of Genetics 21, no. 1 (1987): 1-22.
3. ↑  Roman, Joe; Palumbi, Stephen R. (2003). «Whales before whaling in the North Atlantic» (PDF). Science. 301 (5632): 508–510. CiteSeerX 10.1.1.1025.5800. PMID 12881568. doi:10.1126/science.1084524
4. ↑  Eriksson, Anders, and Andrea Manica. "Effect of ancient population structure on the degree of polymorphism shared between modern human populations and ancient hominins." Proceedings of the National Academy of Sciences 109, no. 35 (2012): 13956-13960.